# 三都物語
三都物語（さんとものがたり）は、1990年（平成2年）に開始された西日本旅客鉄道（JR西日本）のキャンペーンの一つで、同社の登録商標（第2637104号ほか）である。

## 解説
京都・大阪・神戸の三都市の観光キャンペーンである。従来の観光キャンペーンの対象は郊外であったのに対して、都市圏を対象とした点に特徴がある。
なお、京阪神圏向けと京阪神圏外向けでCMが若干異なることもあった。例として、前者で在来線の新快速の車両が登場するカットが、後者では山陽新幹線の車両に差し替えられていた。但し前者のVerも「走れ!ガリバーくん」（関西テレビ制作）など在阪局制作の番組内でのCMでは中四国地方のネット局でもそのまま流している場合もあった。
1989年、京都・大阪・神戸観光推進協議会が設立されて三都物語のキャンペーンの支援が行われた。協議会は2020年時点でJR西日本と京都市、京都市観光協会、大阪市、大阪観光局、神戸市、神戸観光局で構成され、三都物語以外に三都スペシャルキャンペーンなど三都を冠した名前を使ってキャンペーンが行われている。

## イメージソング
地元大阪出身の谷村新司が1992年に発売した楽曲『三都物語』は、このイメージソングとして制作され、当初は谷村自身がイメージキャラクターを務めた。なお、同曲のシングル盤のカップリングには、テレビ朝日系『誘われて二人旅』オープニングテーマ『こころ前線』が収録された。
なお1995年については阪神・淡路大震災の影響でJR神戸線（東海道本線の大阪 - 神戸間と山陽本線の神戸 - 姫路間）が4月まで不通となり、これにより遠方からの乗客が減少した事と地域振興の両方の観点から、神戸の復興アピールを意識したものに切り替わっており、この年と翌年に平松愛理の「美し都〜がんばろやWe love KOBE〜」が使用された。

## イメージキャラクター
- 阿久悠
- 石坂浩二
- 谷村新司
- 賀来千香子
- 酒井美紀
- 竹内結子
- 仲間由紀恵
- 小泉里子